# Armand Jean le Bouthillier de Rancé

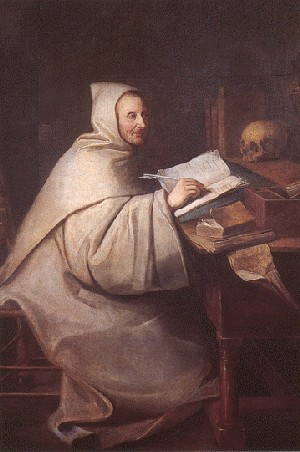
Armand Bouthillier Rancé

Armand Jean le Bouthillier de Rancé (Paris, 9 de janeiro de 1626 — Soligny-la-Trappe, 27 de outubro de 1700) foi um religioso católico, abade e fundador da Ordem da Trapa (Ordem dos Cistercienses Reformados de Estrita Observância) (Cistercienses). 